# 協奏曲第2番 (リース)
協奏曲第2番 変ホ長調 作品42（きょうそうきょくだい2ばん へんほちょうちょう さくひん42）は、フェルディナント・リースが1811年に作曲したピアノと管弦楽のための協奏曲である。演奏時間は約30分。

## 楽曲構成
- 第1楽章：Allegro con brio
- 第2楽章：Larghetto
- 第3楽章：Rondo. Allegro non troppo

第2楽章と第3楽章は途切れなく演奏される。